# 1947년
1947년은 수요일로 시작하는 평년이다. 1991년 소련이 해체될 때까지 지속된 냉전의 첫 해였다.

## 연호
- 대한임정(大韓臨政) 대한민국(大韓民國) 29년
- 중화민국(中華民國) 민국(民國) 36년
- 일본(日本) 쇼와(昭和) 22년

## 사건
- 2월 - 북조선 인민위원회 수립.
- 2월 25일 - 프로이센 해체.
- 2월 28일 - 중화민국 타이완 섬에서 2·28 사태 발생.
- 3월 1일 - 대한민국 서울 남대문에서 좌,우익 세력 집회도중 충돌. 38여명의 사상자 발생.
- 3월 1일 - 제주 3·1절 발포사건.
- 3월 12일 - 트루먼 독트린 발표. 냉전의 시작.
- 5월 21일 - 서울 덕수궁에서 제2차 미소 공동위원회 개최.
- 6월 21일 - 대한민국 국제올림픽위원회(IOC) 가입.
- 8월 14일 - 파키스탄, 인도로부터 분리 독립
- 8월 15일 - 인도, 자와할랄 네루를 총리로 해 독립
- 8월 28일 - 북조선로동당 제1차당대회
- 9월 9일 - 첫 번째 버그(사진) 발견: 하버드 대학교가 만든 마크 II 컴퓨터의 계전기에서 나방이 발견되다.
- 9월 17일 - 유엔 총회 한국 문제 정식 상정
- 9월 18일 - 미국 중앙정보국(CIA) 발족
- 9월 21일 - 군정기: 반공 청년단체인 대동청년단 결성(단장 지청천)
- 9월 26일 - 소비에트 연방, 한반도에서 미.소 양국군 동시 철수 제의
- 9월 30일 - 예멘, 파키스탄 유엔 가입
- 10월 5일 - 소비에트 연방 등 동구 9개 공산국, 공산당 정보기관인 코민포름 결성
- 10월 18일 - 미소 공동위원회 무기한 휴회.

## 문화
- 8월 8일 - 파키스탄 국기 채택.

## 탄생

### 1월
- 1월 8일 - 영국의 음악가, 예술가 데이비드 보위. (~2016년)
- 1월 9일 - 대한만국의 기업인, 정치가 남현식. (~1994년)
- 1월 15일 - 대한민국의 교육인 정홍섭. (~2024년)
- 1월 17일 - 대한민국의 가수 조미미. (~2012년)
- 1월 18일 - 일본의 영화 감독 기타노 다케시.
- 1월 21일 - 중국의 반체제 인사 레비야 카디르.
- 1월 22일 - 일본의 야구 선수, 야구 감독 호시노 센이치. (~2018년)
- 1월 23일 - 인도네시아의 대통령 메가와티 수카르노푸트리.
- 1월 25일 - 브라질의 전 축구 선수 토스탕.
- 1월 26일 - 대한민국의 정치가, 대학교수 박준홍.
- 1월 28일 - 스페인의 축구 선수, 축구 감독 체추 로호. (~2022년)
- 1월 29일
  - 미국의 생물학자 린다 B. 벅.
  - 미국의 영화배우 어니 라이블리. (~2021년)
- 1월 31일 - 미국의 전 야구 선수 놀런 라이언.

### 2월
- 2월 2일 - 대한민국의 가수 송창식.
- 2월 3일
  - 미국의 소설가 폴 오스터. (~2024년)
  - 미국의 가수 멜라니 사프카. (~2024년)
- 2월 4일
  - 대한민국의 문학평론가 김재홍. (~2023년)
  - 미국의 정치인 돈 퀘일.
- 2월 7일 - 미국의 성우 웨인 올와인. (~2009년)
- 2월 8일
  - 대한민국의 지방자치단체장 신중대.
  - 대한민국의 범죄자 김대한. (~2004년)
- 2월 11일
  - 일본의 정치인 하토야마 유키오.
  - 대한민국의 가수 나훈아.
- 2월 14일 - 대한민국의 정치인 김근태. (~2011년)
- 2월 12일 - 대한민국의 유튜브 크리에이터 박막례.
- 2월 16일 - 대한민국의 언론인 겸 목회자 박대석.
- 2월 18일 - 일본의 가수 오쿠무라 치요.
- 2월 19일 - 대한민국의 정치인 박영신.
- 2월 20일
  - 대한민국의 교육인, 정치인 고영진.
  - 아이슬란드의 기업인 에게르트 마그누손.
- 2월 21일 - 미국의 정치인 올림피아 스노.
- 2월 22일 - 대한민국의 배우 장항선.
- 2월 24일 - 홍콩의 가수, 영화배우, 작사가 정사오추.
- 2월 26일 - 영국의 봅슬레이 선수 고머 로이드. (~2016년)
- 2월 27일 - 미국의 이론물리학자 앨런 구스.
- 2월 28일
  - 폴란드의 전 축구 선수 브워지미에시 루반스키.
  - 대한민국의 영어 학원인 이익훈. (~2008년)

### 3월
- 3월 1일 - 대한민국의 드라마 작가 홍승연. (~2021년)
- 3월 2일 - 러시아 수학자 유리 마티야세비치.
- 3월 3일 - 대한민국의 바둑 기사 김동명.
- 3월 6일
  - 미국의 영화 감독, 배우 롭 라이너.
  - 미국의 육상 선수 딕 포스버리. (~2023년)
- 3월 12일 - 대한민국의 바둑 기사 천풍조.
- 3월 13일
  - 대한민국의 정치인 원광호.
  - 러시아의 외교관 유리 우샤코프.
- 3월 16일 - 대한민국의 배우 백윤식.
- 3월 17일 - 조선민주주의인민공화국의 정치인 김영일. (~2023년)
- 3월 19일
  - 대한민국의 소설가 김홍신.
  - 미국의 배우 글렌 클로스.
- 3월 21일 - 대한민국의 경제학자, 교육자, 전 국무총리 정운찬.
- 3월 22일 - 대한민국의 만화가 김영하. (~2014년)
- 3월 23일 - 대한민국의 배우 김희라.
- 3월 24일
  - 미국의 언론인, 대학교수 앨런 와이즈먼.
  - 체코의 배우 이르지 바르토슈카. (~2025년)
- 3월 25일 - 영국의 가수 엘튼 존.
- 3월 26일
  - 대한민국의 변호사 조영래. (~1990년)
  - 대한민국의 제17대 대통령 이명박의 부인 김윤옥.
- 3월 27일
  - 대한민국의 정치인 이재복. (~2009년)
  - 대한민국의 성우 출신 배우, 연극연출가 김동수. (~2024년)

### 4월
- 4월 1일
  - 프랑스의 수학자 알랭 콘.
  - 대한민국의 배우 정영숙.
- 4월 7일 - 독일의 음악가 플로리안 슈나이더. (~2020년)
- 4월 8일
  - 프랑스의 기업인, 세계무역기구 사무총장 파스칼 라미.
  - 타이완의 영화감독 허우샤오셴.
  - 미국의 작가 로버트 기요사키
- 4월 10일 - 대한민국의 문화예술인 이일구.
- 4월 12일
  - 미국의 희극인, 사회자 데이비드 레터먼.
  - 미국의 작가 톰 클랜시.
  - 미국의 농구 선수 래리 캐넌. (~2024년)
- 4월 13일
  - 대한민국의 국회의원 강수림.
  - 이탈리아의 배우 아고스티나 벨리.
- 4월 15일 - 영국의 기업인 마틴 브로턴.
- 4월 18일
  - 대한민국의 배우 현석.
  - 대한민국의 정치가 이시종.
  - 미국의 배우, 프로듀서 제임스 우즈.
  - 폴란드의 배우, 영화 감독 예지 스투흐르. (~2024년)
- 4월 19일 - 미국의 피아노 연주자 머리 퍼라이아.
- 4월 20일 - 대한민국의 정치인 최용득. (~2023년)
- 4월 21일 - 미국의 가수 이기 팝.
- 4월 22일 - 대한민국의 목회자 김성광. (~2022년)
- 4월 25일 - 네덜란드의 전 축구 선수, 현 축구 감독 요한 크라위프. (~2016년)
- 4월 29일 - 브라질의 음모론자 올라부 지 카르발류. (~2022년)

### 5월
- 5월 1일 - 대한민국의 야구 감독 김인식.
- 5월 3일 - 대한민국의 소설가, 번역가 이윤기. (~2010년)
- 5월 4일 - 대한민국의 정치인 김진표.
- 5월 5일 - 기니비사우의 대통령 말랑 바카이 사냐. (~2012년)
- 5월 7일 - 미국의 정치인 게리 허버트.
- 5월 9일 - 일본의 특수단체인 아마노 유키야. (~2019년)
- 5월 10일 - 대한민국의 서양화가 장선영.
- 5월 11일 - 대한민국의 성우 김용식.
- 5월 13일 - 대한민국의 배우 김희라.
- 5월 14일 - 프랑스의 배우, 작가 안 비아젬스키. (~2017년)
- 5월 15일 - 대한민국의 전직 부산광역시의원 이영.
- 5월 17일 - 북한의 배우 정선화.
- 5월 23일 - 대한민국의 배우 백인철.
- 5월 25일
  - 대한민국의 경제학자 좌승희.
  - 일본의 아나운서 오구라 토모아키. (~2024년)
- 5월 26일 - 튀니지의 영화배우 히쳄 로스텀. (~2022년)
- 5월 27일
  - 슬로베니아의 전 축구 선수, 현 축구 감독 브란코 오블라크.
  - 대한민국의 소설가 곽의진. (~2014년)
  - 일본의 배우 사츠마 켄파치로. (~2023년)
- 5월 28일 - 대한민국의 아나운서, 언론인 박용호.
- 5월 31일 - 일본의 전 축구 선수 다카하시 다케오.

### 6월
- 6월 1일 - 영국의 기타리스트, 작곡가 로니 우드.
- 6월 2일 - 대한민국의 정치인 박종규.
- 6월 14일 - 대한민국의 배우 홍순창.
- 6월 15일 - 미국의 사회학자 마이클 부라워이. (~2025년)
- 6월 16일 - 대한민국의 배우 김시원.
- 6월 19일
  - 인도의 소설가 살만 루시디.
  - 대한민국의 배우 윤여정.
- 6월 21일 - 이란의 변호사 시린 에바디.
- 6월 22일 - 프랑스의 철학자 브뤼노 라투르. (~2022년)
- 6월 23일 - 캐나다의 경제학자 스탠리 웡. (~2016년)
- 6월 24일 - 미국의 배우 피터 웰러.
- 6월 25일
  - 미국의 육상 선수 존 파월. (~2022년)
  - 미국의 화학자 윌 스테판. (~2023년)

### 7월
- 7월 1일 - 대한민국의 정치인 오근섭. (~2009년)
- 7월 3일
  - 대한민국의 교육학자 문용린. (~2023년)
  - 네덜란드의 전 축구 선수 로프 렌센브링크. (~2020년)
- 7월 4일
  - 대한민국의 기업인, 사회운동가 김종기.
  - 이탈리아의 배우 지나 롤로브리지다. (~2023년)
- 7월 5일 - 대한민국의 방송작가 이홍구.
- 7월 9일 - 미국의 미식축구 선수 출신 배우, 범죄자 O. J. 심슨. (~2024년)
- 7월 11일
  - 대한민국의 정치인 서상목.
  - 자메이카의 싱어송라이터 겸 기타 연주자 존 홀트. (~2014년)
- 7월 13일 - 영국 찰스 왕세자의 배우자 카밀라 왕세자비.
- 7월 14일 - 대한민국의 공무원 박찬주.
- 7월 17일 - 영국의 찰스 왕세자의 배우자 영국 왕비 카밀라.
- 7월 19일 - 영국의 대중음악가수 브라이언 메이. (퀸)
- 7월 22일 - 미국의 배우, 희극인 앨버트 브룩스.
- 7월 23일 - 미국의 소설가 가드너 도즈와. (~2018년)
- 7월 25일 - 대한민국의 성우, 배우 이수나.
- 7월 29일 - 미국의 기업인 스탠 크롱키.
- 7월 30일
  - 대한민국의 배우 한인수.
  - 미국의 영화배우, 정치인 아널드 슈워제네거.

### 8월
- 8월 2일 - 스페인의 팝 가수 마시엘.
- 8월 3일 - 대한민국의 정치가 황우여.
- 8월 4일 - 독일의 작곡가 클라우스 슐체. (~2022년)
- 8월 7일
  - 대한민국의 농민운동가 이경해. (~2003년)
  - 우크라이나의 가수 소피야 로타루.
- 8월 8일 - 미국의 배우 래리 윌콕스.
- 8월 9일 - 영국 잉글랜드의 축구 감독 로이 호지슨.
- 8월 11일 - 미국의 영화감독 스튜어트 고든. (~2020년)
- 8월 12일 - 대한민국의 기업인 이인원. (~2016년)
- 8월 14일
  - 미국의 소설가 대니엘 스틸.
  - 일본의 만화작가 다니구치 지로. (~2017년)
- 8월 15일 - 대한민국의 전 대학총장 김문규.
- 8월 16일 - 대한민국의 정치인 송영진. (~2022년)
- 8월 19일 - 대한민국의 의학자, 교수 한송. (~2024년)
- 8월 24일
  - 브라질의 소설가 파울로 코엘료.
  - 미국의 배우 앤 아처.
- 8월 28일 - 대한민국의 방송인 이상벽.

### 9월
- 9월 1일 - 대한민국의 공무원 최광.
- 9월 3일
  - 대한민국의 싱어송라이터 조동진. (~2017년)
  - 프랑스의 축구 감독 제라르 울리에. (~2020년)
  - 북아일랜드 영국의 음악가 에릭 벨.
- 9월 4일 - 일본의 정치인 야마모토 고이치. (~2023년)
- 9월 5일
  - 영국의 음악가 멜 콜린스.
  - 대한민국의 과학자 이은철.
- 9월 6일 - 미국의 싱어송라이터 실베스터. (~1988년)
- 9월 9일 - 대한민국의 성우 박윤아.
- 9월 14일 - 영국의 배우 샘 닐.
- 9월 19일 - 대한민국의 배우 박윤배. (~2020년)
- 9월 21일 - 미국의 작가 스티븐 킹.
- 9월 25일 - 대한민국의 지휘자 금난새.
- 9월 26일 - 미국의 가수 린 앤더슨.
- 9월 27일
  - 대한민국의 싱어송라이터 조동진. (~2017년)
  - 미국의 가수 미트 로프. (~2022년)
  - 네덜란드의 전 축구 선수, 현 축구 감독 딕 아드보카트.
- 9월 28일
  - 대한민국의 수영 선수 김봉조. (~2017년)
  - 영국의 언론인 존 스노.
- 9월 30일
  - 대한민국의 정치인 강혜숙.
  - 대한민국의 음악가, 작곡가 이건용.

### 10월
- 10월 5일 - 대한민국의 성우 최수민.
- 10월 6일
  - 대한민국의 정치인 김학기.
  - 일본 태생의 미국 민주당 소속의 정치인 메이지 히로노.
- 10월 7일 - 대한민국의 교육자 김명호.
- 10월 9일
  - 미국의 기업인, 사업가 잭 휘태커. (~2020년)
  - 프랑스의 가수 프랑스 갈. (2018년~)
- 10월 10일 - 대한민국의 배우 박은수.
- 10월 13일
  - 대한민국의 前 경찰공무원 이상업.
  - 미국의 록 가수, 기타리스트, 작곡가, 음악가, 기업가 새미 헤이거.
- 10월 17일 - 대한민국의 시인 김현지.
- 10월 18일 - 우즈베키스탄의 외교관 비탈리 펜. (~2024년)
- 10월 15일
  - 대한민국의 법조인, 정치인 김학원. (~2011년)
  - 대한민국의 배우 심우창.
- 10월 22일 - 대한민국의 작가 최윤희. (~2010년)
- 10월 26일 - 미국의 정치인 힐러리 클린턴.
- 10월 29일 - 미국의 배우 리처드 드라이퍼스.

### 11월
- 11월 4일 - 일본의 배우 니시다 토시유키. (~2024년)
- 11월 6일 - 타이완의 영화감독 에드워드 양. (~2007년)
- 11월 7일 - 일본의 전 야구 선수, 야구 지도자 후쿠모토 유타카.
- 11월 8일
  - 대한민국의 소설가 김성동. (~2022년)
  - 미국의 가수 미니 리퍼턴.
- 11월 9일 - 대한민국의 소설가 오정희.
- 11월 12일 - 프랑스의 영화 감독, 영화 각본가, 배우 파트리스 르콩트.
- 11월 14일 - 대한민국의 배우 안병경.
- 11월 17일 - 대한민국의 정치인 홍문표.
- 11월 19일 - 대한민국의 대중 가수 윤형주.
- 11월 22일 - 대한민국의 정치인 손학규.
- 11월 26일 - 대한민국의 배우 민욱. (~2017년)

### 12월
- 12월 1일 - 대한민국의 정치인, 지방자치단체장 이태근.
- 12월 5일 - 대한민국의 수필가 송우혜.
- 12월 6일 - 영국 태생 캐나다의 컴퓨터 과학자 제프리 힌턴.
- 12월 7일 - 미국의 전 프로 야구 선수 조니 벤치.
- 12월 8일 - 미국의 가수, 음악가 그렉 올먼. (~2017년)
- 12월 10일 - 대한민국의 언론인 홍세화. (~2024년)
- 12월 14일 - 대한민국의 배우 신국. (~2020년)
- 12월 24일 - 스웨덴의 축구 선수 미겔 앙헬 곤살레스 수아레스. (~2024년)
- 12월 25일 - 대한민국의 군인 박승춘. (~2024년)
- 12월 31일
  - 대한민국의 가톨릭 성직자 이기헌.
  - 캐나다의 기업인 리처드 페디.

### 미상
- 대한민국의 소설가, 시인 곽의진. (~2014년)
- 대한민국의 성악가, 대학교수 박세원. (~2024년)
- 대한민국의 인권운동가, 시민사회단체인 이경수.
- 대한민국의 방송인 이지연.
- 대한민국의 희극인 겸 배우 한주열. (~2012년)
- 워싱턴 D.C.의 연방 지방 법원 판사 에밋 G. 설리번.
- 대한민국의 만화가 김철호.
- 조선민주주의인민공화국의 소설가 김형범.
- 대한민국의 황손 이정.
- 대한민국의 무용가, 안무가 이정희.
- 대한민국의 경기도 남양주시의원 이종화.
- 일본의 고전문학 연구자 다카하시 도루.
- 스페인의 정치인 디에고 로페스 가리도.
- 일본의 싱어송라이터, 음악 프로듀서, 작곡가, 편곡가 사토 히로시.
- 일본의 야구 선수 야마모토 히로시.
- 중화인민공화국의 작가 정이.

## 사망

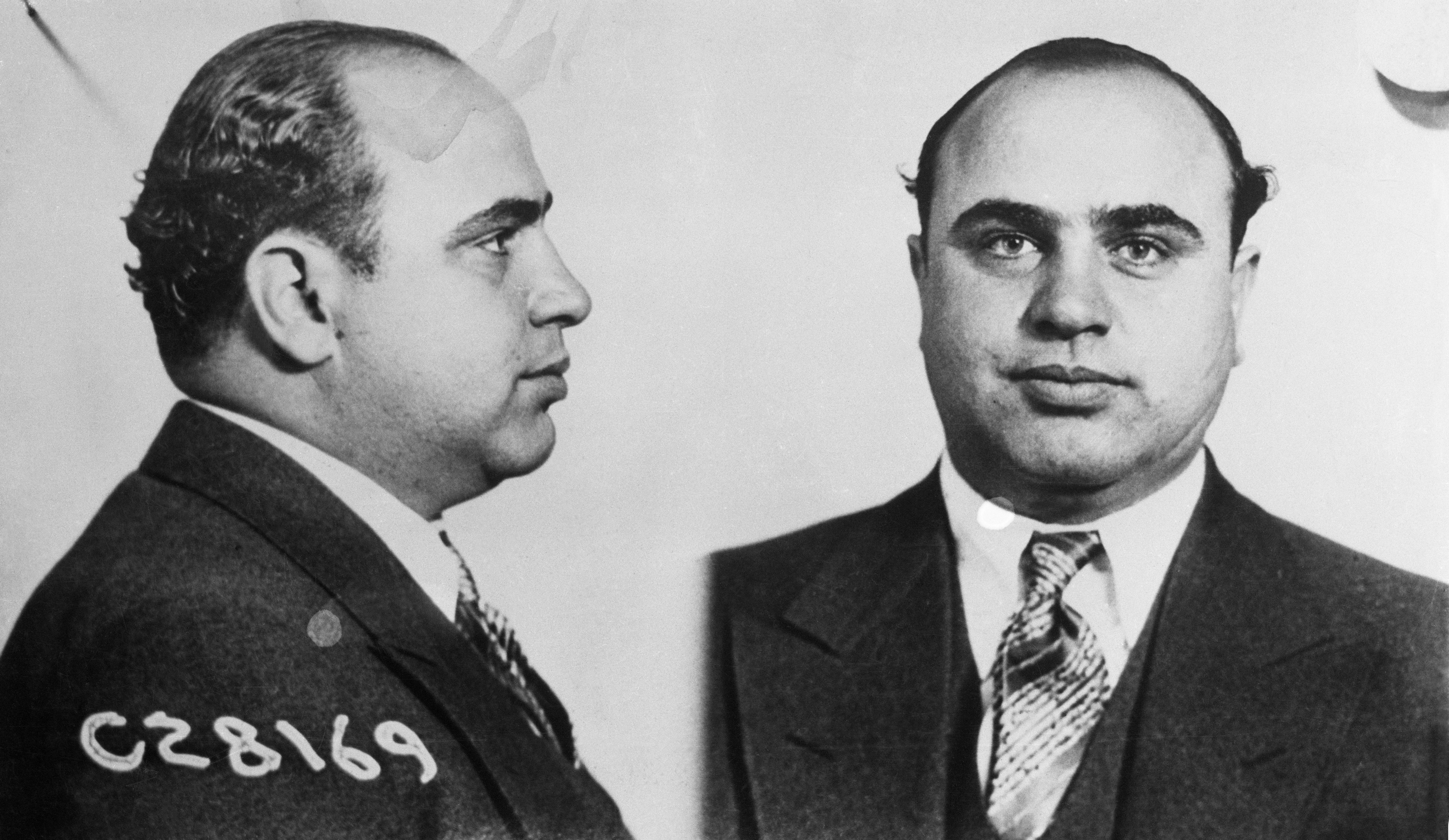
알 카포네

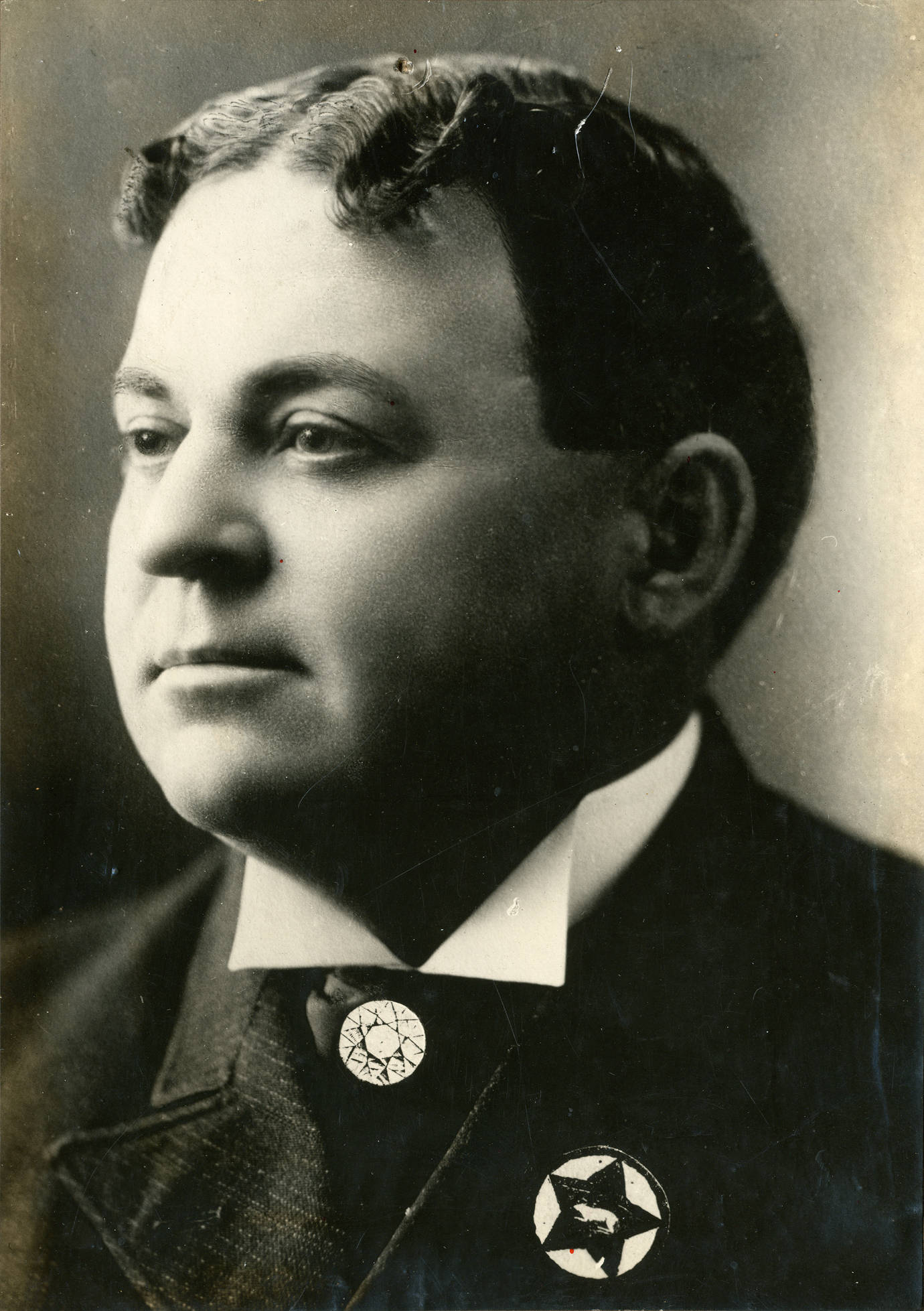
해리 홀먼

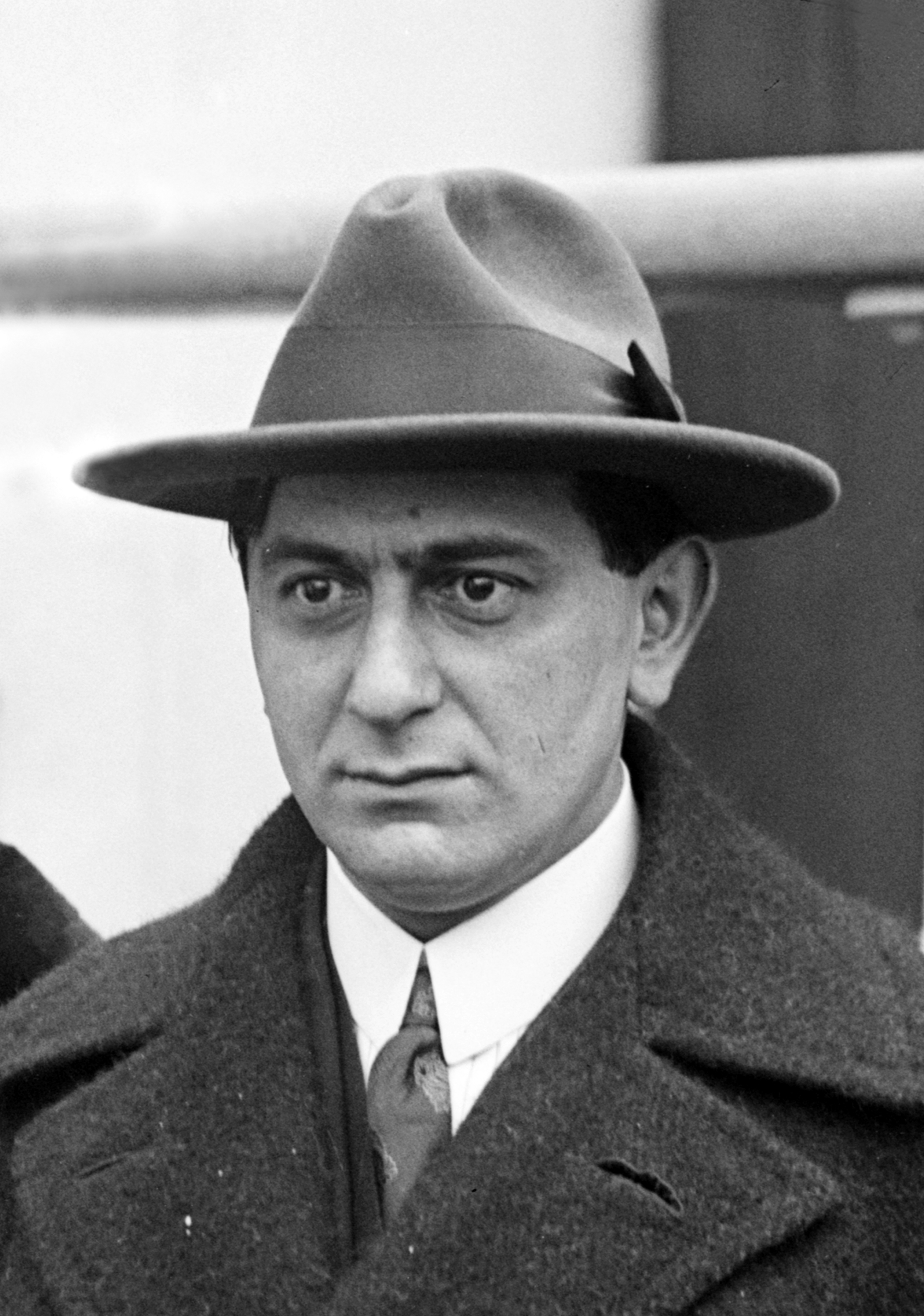
에른스트 루비치

- 1월 25일 - 미국의 마피아 알 카포네. (1899년~)
- 3월 9일 - 대한민국의 독립운동가 권동진. (1861년~)
- 5월 3일 - 미국의 배우 해리 홀먼. (1872년~)
- 5월 16일 - 중화민국의 장군 장링푸 (1903년~)
- 7월 19일
  - 대한민국의 독립운동가, 정치인 여운형. (1886년~)
  - 미얀마의 독립운동가, 혁명가 아웅 산. (1915년~)
- 8월 8일 - 러시아 제국의 장군 안톤 데니킨. (1872년~)
- 9월 27일 - 이탈리아의 로마 가톨릭 신부 루이지 바를라시나. (1872년~)
- 10월 4일 - 독일의 물리학자 막스 플랑크. (1858년~)
- 11월 30일 - 미국의 배우, 영화 감독 에른스트 루비치. (1892년~)
- 12월 2일 - 대한민국의 정치인 장덕수. (1894년~)
- 12월 28일 - 이탈리아의 왕국 국왕 비토리오 에마누엘레 3세. (1869년~)
- 12월 30일
  - 영국의 철학자 앨프리드 노스 화이트헤드. (1861년~)
  - 네덜란드의 화가 한 판 메이헤런. (1889년~)

## 노벨상
- 문학상:
- 물리학상: 에드워드 빅터 애플턴
- 생리학 및 의학상:
- 평화상:
- 화학상:

## 달력
| 1월 |    |    |    |    |    |    |
| 일  | 월 | 화 | 수 | 목 | 금 | 토 |
|     |    |    | 1  | 2  | 3  | 4  |
| 5   | 6  | 7  | 8  | 9  | 10 | 11 |
| 12  | 13 | 14 | 15 | 16 | 17 | 18 |
| 19  | 20 | 21 | 22 | 23 | 24 | 25 |
| 26  | 27 | 28 | 29 | 30 | 31 |    |

| 2월 |    |    |    |    |    |    |
| 일  | 월 | 화 | 수 | 목 | 금 | 토 |
|     |    |    |    |    |    | 1  |
| 2   | 3  | 4  | 5  | 6  | 7  | 8  |
| 9   | 10 | 11 | 12 | 13 | 14 | 15 |
| 16  | 17 | 18 | 19 | 20 | 21 | 22 |
| 23  | 24 | 25 | 26 | 27 | 28 |    |

| 3월 |    |    |    |    |    |    |
| 일  | 월 | 화 | 수 | 목 | 금 | 토 |
|     |    |    |    |    |    | 1  |
| 2   | 3  | 4  | 5  | 6  | 7  | 8  |
| 9   | 10 | 11 | 12 | 13 | 14 | 15 |
| 16  | 17 | 18 | 19 | 20 | 21 | 22 |
| 23  | 24 | 25 | 26 | 27 | 28 | 29 |
| 30  | 31 |    |    |    |    |    |

| 4월 |    |    |    |    |    |    |
| 일  | 월 | 화 | 수 | 목 | 금 | 토 |
|     |    | 1  | 2  | 3  | 4  | 5  |
| 6   | 7  | 8  | 9  | 10 | 11 | 12 |
| 13  | 14 | 15 | 16 | 17 | 18 | 19 |
| 20  | 21 | 22 | 23 | 24 | 25 | 26 |
| 27  | 28 | 29 | 30 |    |    |    |

| 5월 |    |    |    |    |    |    |
| 일  | 월 | 화 | 수 | 목 | 금 | 토 |
|     |    |    |    | 1  | 2  | 3  |
| 4   | 5  | 6  | 7  | 8  | 9  | 10 |
| 11  | 12 | 13 | 14 | 15 | 16 | 17 |
| 18  | 19 | 20 | 21 | 22 | 23 | 24 |
| 25  | 26 | 27 | 28 | 29 | 30 | 31 |

| 6월 |    |    |    |    |    |    |
| 일  | 월 | 화 | 수 | 목 | 금 | 토 |
| 1   | 2  | 3  | 4  | 5  | 6  | 7  |
| 8   | 9  | 10 | 11 | 12 | 13 | 14 |
| 15  | 16 | 17 | 18 | 19 | 20 | 21 |
| 22  | 23 | 24 | 25 | 26 | 27 | 28 |
| 29  | 30 |    |    |    |    |    |

| 7월 |    |    |    |    |    |    |
| 일  | 월 | 화 | 수 | 목 | 금 | 토 |
|     |    | 1  | 2  | 3  | 4  | 5  |
| 6   | 7  | 8  | 9  | 10 | 11 | 12 |
| 13  | 14 | 15 | 16 | 17 | 18 | 19 |
| 20  | 21 | 22 | 23 | 24 | 25 | 26 |
| 27  | 28 | 29 | 30 | 31 |    |    |

| 8월 |    |    |    |    |    |    |
| 일  | 월 | 화 | 수 | 목 | 금 | 토 |
|     |    |    |    |    | 1  | 2  |
| 3   | 4  | 5  | 6  | 7  | 8  | 9  |
| 10  | 11 | 12 | 13 | 14 | 15 | 16 |
| 17  | 18 | 19 | 20 | 21 | 22 | 23 |
| 24  | 25 | 26 | 27 | 28 | 29 | 30 |
| 31  |    |    |    |    |    |    |

| 9월 |    |    |    |    |    |    |
| 일  | 월 | 화 | 수 | 목 | 금 | 토 |
|     | 1  | 2  | 3  | 4  | 5  | 6  |
| 7   | 8  | 9  | 10 | 11 | 12 | 13 |
| 14  | 15 | 16 | 17 | 18 | 19 | 20 |
| 21  | 22 | 23 | 24 | 25 | 26 | 27 |
| 28  | 29 | 30 |    |    |    |    |

| 10월 |    |    |    |    |    |    |
| 일   | 월 | 화 | 수 | 목 | 금 | 토 |
|      |    |    | 1  | 2  | 3  | 4  |
| 5    | 6  | 7  | 8  | 9  | 10 | 11 |
| 12   | 13 | 14 | 15 | 16 | 17 | 18 |
| 19   | 20 | 21 | 22 | 23 | 24 | 25 |
| 26   | 27 | 28 | 29 | 30 | 31 |    |

| 11월 |    |    |    |    |    |    |
| 일   | 월 | 화 | 수 | 목 | 금 | 토 |
|      |    |    |    |    |    | 1  |
| 2    | 3  | 4  | 5  | 6  | 7  | 8  |
| 9    | 10 | 11 | 12 | 13 | 14 | 15 |
| 16   | 17 | 18 | 19 | 20 | 21 | 22 |
| 23   | 24 | 25 | 26 | 27 | 28 | 29 |
| 30   |    |    |    |    |    |    |

| 12월 |    |    |    |    |    |    |
| 일   | 월 | 화 | 수 | 목 | 금 | 토 |
|      | 1  | 2  | 3  | 4  | 5  | 6  |
| 7    | 8  | 9  | 10 | 11 | 12 | 13 |
| 14   | 15 | 16 | 17 | 18 | 19 | 20 |
| 21   | 22 | 23 | 24 | 25 | 26 | 27 |
| 28   | 29 | 30 | 31 |    |    |    |

### 음양력 대조 일람
| 음력월 | 월건 | 대소 | 음력 1일의 양력 월일 | 음력 1일 간지 |
| ------ | ---- | ---- | -------------------- | ------------- |
| 1월    | 임인 | 대   | 1월 22일             | 신축          |
| 2월    | 계묘 | 대   | 2월 21일             | 신미          |
| 윤2월  |      | 소   | 3월 23일             | 신축          |
| 3월    | 갑진 | 소   | 4월 21일             | 경오          |
| 4월    | 을사 | 대   | 5월 20일             | 기해          |
| 5월    | 병오 | 소   | 6월 19일             | 기사          |
| 6월    | 정미 | 소   | 7월 18일             | 무술          |
| 7월    | 무신 | 대   | 8월 16일             | 정묘          |
| 8월    | 기유 | 소   | 9월 15일             | 정유          |
| 9월    | 경술 | 대   | 10월 14일            | 병인          |
| 10월   | 신해 | 소   | 11월 13일            | 병신          |
| 11월   | 임자 | 대   | 12월 12일            | 을축          |
| 12월   | 계축 | 대   | 1948년 1월 11일      | 을미          |